# Мильниково
Ми́льниково (рос. Мыльниково) — село у складі Шадрінського району Курганської області, Росія. Адміністративний центр та єдиний населений пункт Мильниковської сільської ради.
Населення — 607 осіб (2017, 631 у 2010, 658 у 2002).
Національний склад станом на 2002 рік: росіяни — 96 %.